# Zacthys
Zacthys là một chi bướm đêm thuộc họ Noctuidae.

## Loài
- Zacthys biplaga Viette, 1973